# Malmö konserthus

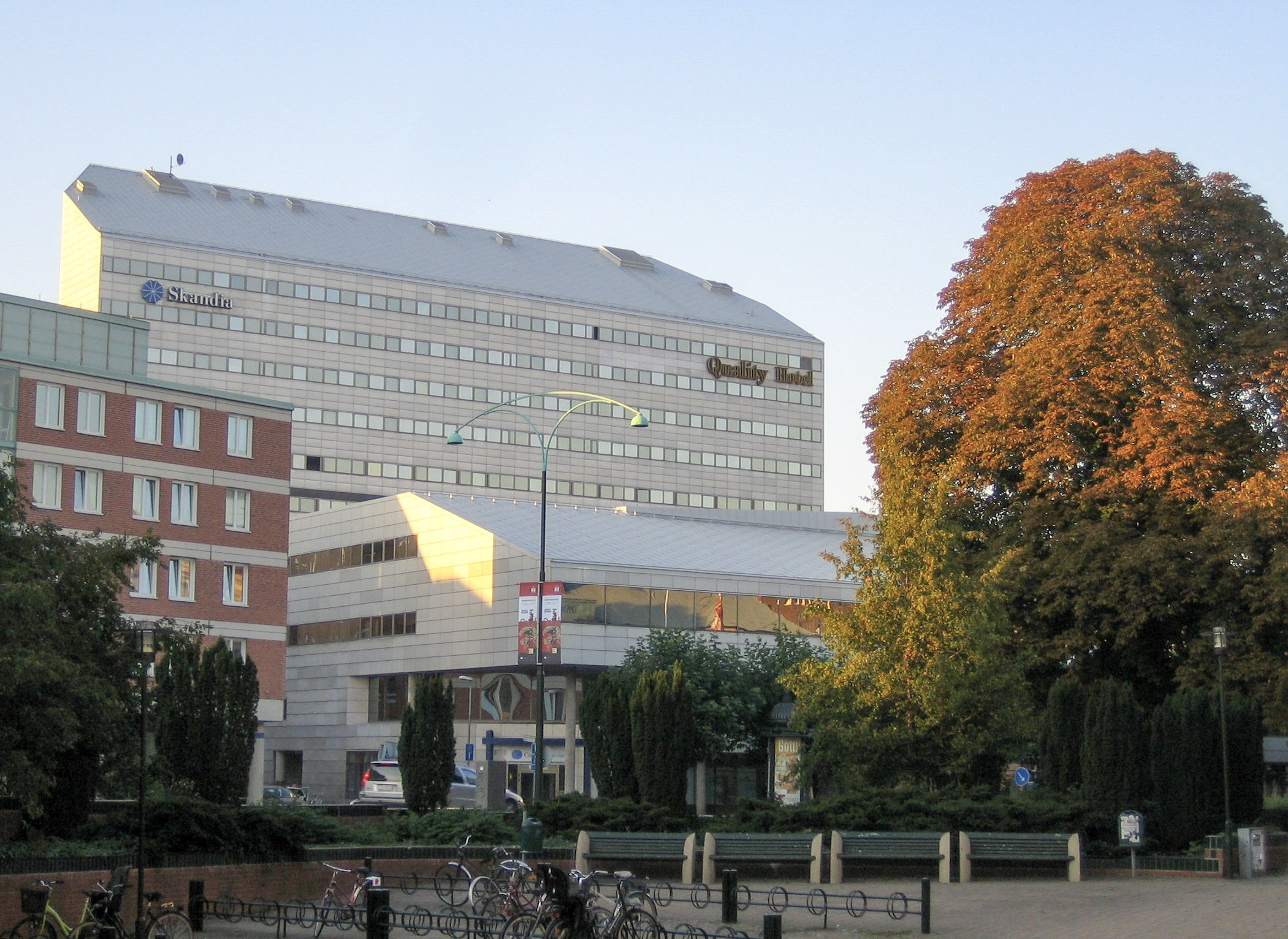
Malmö konserthus

För Malmös nya konserthus, se Malmö Live
Malmö konserthus invigdes 1985. Arkitekt var Sten Samuelson. Huset var hemmaarena för Malmö symfoniorkester. Konsertlokalen hade plats för 1 200 åhörare. Huset användes även för kongress- och konferensverksamhet. Konserthuset var beläget i stadsdelen Lugnet och hade adressen Föreningsgatan 35, vid korsningen med Amiralsgatan. Det låg centralt, inte långt från Triangeln. 2018 byggs lokalerna om till arbetsförmedling.

## Tidigare konsertlokaler
Redan 1919 hade Stiftelsen Malmö Konserthus börjat arbeta för att Malmö skulle få ett konserthus.
Mellan 1944 och 1985 hölls orkesterkonserterna i Malmö Stadsteater, det hus som idag disponeras av Malmö opera och musikteater. Före 1944 hölls konserter i S:t Petri läroverk samt i biografen Palladium.
Redan när konserthuset var nybyggt fanns problem med bland annat för små transporthissar och dålig akustik. Det ersattes därför med ett nytt konserthus.

## Nytt konserthus
Malmö Symfoniorkester flyttade sommaren 2015 till Malmö Live, också det i centrala Malmö. Malmö Live är en kombination av kongressanläggning, konserthus och hotell. Malmö Live Konserthus har en salong som rymde 1 600 åhörare. Kommunens hyreskontrakt för det 1985 invigda konserthuset utlöpte dock först vid årsskiftet 2016/2017, vilket innebar att man ville försöka fylla även detta med aktiviteter fram till dess.